# Ги дьо Монфор
Ги дьо Монфор (на френски: Guy de Montfort) (†1228) е френски рицар, участник в Третия кръстоносен поход, Четвъртия кръстоносен поход и Албигойския кръстоносен поход. Регент на графство Сидон (1205 – 1210) в Кралство Йерусалим. Ги е по-малкия брат на Симон IV дьо Монфор.
През 1188 г. Ги взима участие в Третия кръстоносен поход. Вероятно се завръща от Светите Земи едва през 1192 г. През 1202 г. заедно с брат си, Симон IV дьо Монфор, 'взима кръста" отново и участва в Четвъртия кръстоносен поход. За разлика от основната армия на кръстоносците, братята Монфор отказват да воюват срещу християни в обсадата на Зара и достигат до Светите Земи не през Византия, а по море от Апулия. В Йерусалимското кралство Ги и Симон се присъединяват към крал Амори дьо Лузинян и участват в експедицията му срещу Тиберия на Галилейското езеро. За заслугите му в кампанията през 1204 г. Амори урежда женитбата на Ги дьо Монфор с Елвис д’Ибелин, дъщеря на Балиан Ибелин и Мария Комнина. Елвис е вдовица на графа на Сидон и така в следващите 5 години Ги дьо Монфор управлява графството като регент на синът ѝ. От брака си с Елвис, Ги има две свои деца: Филип (†1270), господар на Тир и Пернела, монахиня в Париж в абатството Сент Антоан.През 2010 г. Ги дьо Монфор, чиято жена умира в Светите Земи се връща във Франция и заедно с брат си Симон IV дьо Монфор взима участие в Албигойския кръстоносен поход срещу катарите. През 2011 г. получава от брат си град Кастр, отнет от графа на Тулуза. Умира на 31 януари 1228 г. при обсадата на крепостта Варил в Окситания.